# Aus dem Leben einer Frau
Aus dem Leben einer Frau ist ein Roman (Frauenroman, Gesellschaftsroman, Eheroman), den Louise Aston 1847 beim Hamburger Verlag Hoffmann und Campe veröffentlicht hat. Zuvor ging man davon aus, „daß der von ihr geschriebene Roman die Grenzen der Decenz so sehr überschreite, daß selbst kein Hamburger Buchhändler dreist genug ist, die Hand zu dessen Veröffentlichung zu bieten“.
Der zum Teil autobiografische Roman erzählt die Geschichte der jungen Johanna, die gegen ihren Willen verheiratet wird und von ihrem hoch verschuldeten Mann später gezwungen werden soll, sich auf eine Liebesnacht mit seinem Gläubiger einzulassen.

## Handlung
Der namentlich nicht bezeichnete Vater der weiblichen Hauptfigur war in Armut geboren, hatte sich durch fleißige Studien aber so weit hochgearbeitet, dass ein Graf ihn als Hauslehrer für seinen Sohn aufnahm. Nachdem er sich in die Tochter des Grafen, Elisa, verliebt hatte, ging die Stellung wieder verloren. Um ein Auskommen zu finden, musste er eine Pfarrstelle annehmen. Elisa wurde schließlich seine Frau, die Ehe war, da Elisa den sozialen Abstieg nicht verwinden konnte, aber unglücklich.
Das Paar hat ein einziges Kind, Johanna. Damit Johanna niemals wirtschaftliche Not leiden solle, bestimmt der Vater, als sie 17 Jahre alt ist, dass sie eine gute Partie machen soll. Seine Wahl fällt auf David Oburn, einen 50-jährigen, abstoßenden, aber steinreichen englischen Fabrikanten. Johanna rebelliert, gibt aber nach, als ihr Vater in der Erregung über ihre Weigerung einen Schlaganfall erleidet.
Vier Jahre später hält Johanna sich ohne ihren Mann im eleganten Kurort Karlsbad auf, wo sie sich in Franz, den Leibarzt des Prinzen C., verliebt. Obwohl sie zu ihrem Mann keine Neigung hat fassen können, fühlt sie sich ihm verpflichtet und entsagt ihrer Liebe, noch bevor es tatsächlich zu einer Affäre kommt.
Auf einem für den russischen Großfürsten Konstantin veranstalteten Ball verlieben zwei weitere Männer sich in Johanna: der idealistische junge Baron Eduard von Stein und der gewissenlose Prinz C. Während Eduard sich taktvoll zurückhält, bestürmt der Prinz Johanna sofort mit einer Liebeserklärung, die sie tief befremdet, da der Prinz sie gar nicht kennt und offenbar nur auf eine sexuelle Eroberung aus ist. Auch kompromittiert die Zudringlichkeit des Prinzen Johanna in der Karlsbader Gesellschaft, und dies ausgerechnet in einer Situation, in der es ohnehin schwer für sie ist, als Bürgerliche in der adligen Führungsschicht Anerkennung zu finden. Nur Eduard versteht ihre Not und bietet ihr Schutz und Freundschaft an.
Der Prinz stellt Johanna weiter nach und überfällt sie schließlich sogar in ihrem Schlafzimmer. Im letzten Moment kommt Eduard zur Hilfe, tritt dem Prinzen entgegen und schlägt ihn in die Flucht. Geistesgegenwärtig nimmt er, bevor er sich selbst zurückzieht, einen Rubinschmuck Johannas an sich: Es soll der Eindruck entstehen, dass nicht ein leidenschaftlicher Verehrer (und möglicher Geliebter), sondern ein Einbrecher in das Schlafzimmer eingedrungen sei.
Auf diese Weise gelingt es, auch vor Oburn, der nun ebenfalls in Karlsbad eintrifft, zu verbergen, was tatsächlich passiert ist. Für Eduard geht die Sache freilich nicht gut aus: Er fordert den Prinzen zum Duell und wird erschossen.
Nachdem sie an ihren Wohnsitz, eine deutsche Provinzstadt, zurückkehren, werden Johanna und Oburn mit der Not der örtlichen Arbeiter konfrontiert. Da die Geschäfte sich verschlechtert haben, hat Oburn den Arbeitern seiner Textilfabrik immer weniger Lohn gezahlt. Als sie mit einem Streik drohen, verweigert Oburn ihnen jedes Entgegenkommen. In Johanna, die sich mit den Geschäften ihres Mannes bis dahin nie beschäftigt hatte, erwacht hingegen ein soziales Gewissen. Zwar hat sie auf ihren Mann keinen Einfluss, verkauft hinter seinem Rücken jedoch ihren kostbaren Schmuck, um den Arbeitern etwas zusätzliches Geld zukommen lassen zu können.
Als zufällig bald auch der Prinz in der Stadt erscheint, überschlägt die gute Gesellschaft sich bei dem Versuch, auf den vornehmen Besuch einen guten Eindruck zu machen. Ohne zu wissen, dass Oburn Johannas Mann ist, besucht er auch dessen Fabrik und Wohnsitz. Zwar weigert Johanna sich, den Prinzen selbst zu empfangen, doch erkennt dieser die Identität der (unsichtbaren) Dame des Hauses, als Oburn ihn in sein Wohnzimmer führt, wo an der Wand Johannas Porträt hängt. Der Zufall will, dass Oburn gerade während des Besuchs des Prinzen vom Bankrott des Bankiers Neumann erfährt. Dadurch ist auch Oburn ruiniert. Scheinbar selbstlos bietet der Prinz Oburn an, ihm mit einem Darlehen zu helfen.
Oburn weiß keinen anderen Ausweg, als das Angebot anzunehmen. Um sich das Wohlwollen des Prinzen zu sichern, drängt er Johanna, den Prinzen freundlich zu empfangen, und handelt mit seinem „Gönner“ schließlich sogar aus, dass Johanna als Gegenleistung für das Darlehen eine Liebesnacht mit ihm verbringen soll. Johanna ist dadurch zutiefst beleidigt und verlässt ihren Mann: „Sie rettete die Heiligkeit der Ehe, indem sie dieselbe zerriß!“ (S. 153)

## Ausgaben (Auswahl)
- Aus dem Leben einer Frau. Zenodot, 2015, ISBN 978-3-8430-3207-0.